# دوخة (منتج)

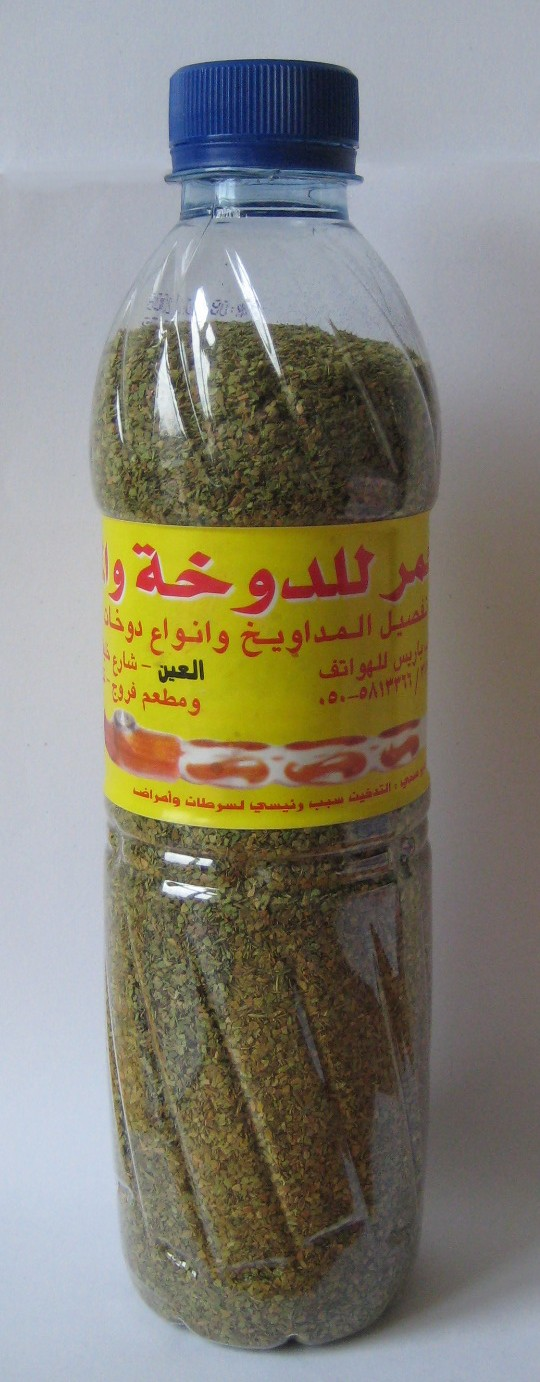
زجاجة من رقائق دوخا منخول من بائع محلي في الإمارات العربية المتحدة

دوخة (دوار) هو منتج تبغ يتكون من رقائق تبغ مجففة ومقطعة بشكلٍ ناعم وممزوجة بالأعشاب والتوابل.
نشأت في إيران خلال القرن الخامس عشر. على عكس تبغ الشيشة (تسمى أيضًا «الشيشة» أو «المعسل»)، فإن الدوخة لا تُشفي من داء السكري. يُدخن المستخدمون مزيج التبغ بكميات صغيرة باستخدام ماسورة خشبية تسمى بالمدواخ، ونظرًا لأن أنبوب المدواخ يستخدم بشكل حصري تقريبًا لتدخين الدوخة. تحتوي الدوخة على نسبة تركيز نيكوتين عالية مقارنةً بأشكال التبغ الأخرى ، ويمكن أن يسبب فترات قصيرة من النشوة أو الاسترخاء أو الدوار في بعض المستخدمين.
كما يقال أن استخدام المدواخ يترك روائح أقل، ويتطلب استخدامه كمية أقل للتبغ في وقتٍ واحد، حيث يمكن استخدامه بسرية، مما جعله شائعًا بين الطلاب والشباب. 
المنتج منتشر في الإمارات العربية المتحدة، عمان، قطر، المملكة العربية السعودية، اليمن، البحرين، الأردن، ودول الشرق الأوسط الأخرى. وبحسب ما ورد انتشرت إلى أوروبا ومناطق أخرى عن طريق الهجرة والسياحة والتجارة.لا يوجد بحث علمي حول التأثيرات الصحية لاستخدام الدوخة، لكن المسؤولين لديهم مخاوف بشأن استخدام المنتج كبديل للسجائر الموصوفة ، وقد حددت الدراسات الأولية على كمية معينة للدوخة بأنها تحتوي على نسبة عالية من النيكوتين وتركيز القطران، وكذلك السموم الموجودة في التبغ. أدى القلق الملحوظ في الإمارات العربية المتحدة بشأن انتشار شعبية الدوخة بين المراهقين والشباب إلى جهود متعددة لمكافحة التبغ للحد من استخدامه.

## تاريخ الدوخة
تُزرع الدوخة والتبغ ومشتقاتهما ويستخدمان في دول الشرق الأوسط منذ 500 عام تقريبًا، حيث نشأت في إيران خلال القرن الخامس عشر، وانتشر الإستخدام بين البحارة في بحر قزوين، مما أدى إلى انتشاره في جميع أنحاء الشرق الأوسط خلال القرون التالية. كما وتتكون الدوخة من أوراق التبغ المجفف وممزوجة بالأعشاب والتوابل والزهور والفواكه المجففة، واعتمادًا على التقاليد المحلية يتم استخدام لحاء وأوراق النباتات المحلية أيضًا.

## كيف تُجهز وتصنع الدوخة
تحتفظ الدوخة الحديثة بالعديد من خصائص أشكالها التقليدية، التي تتكون من التبغ والتوابل دون أي مواد حافظة أو مبيدات الحشرات والحشائش أو إضافات أخرى، والتي تستخدم عادةً في منتجات التبغ المنتجة بكميات كبيرة. ونظرًا لقلة المعالجة، يبدو أن دخان التبغ لا يتغير بشكل أساسي، مع الإحتفاظ باللون الأخضر الطبيعي للنبات.
وخلافا لمعظم التبغ، فإن الدوخة لا تُصنع من عملية حرقها وتقطيعها، ولكنها تجفف في المنطقة الصحراوية القاحلة حيث يتم حصادها.
كما وأن الدوخة مطحونة بدقة للحفاظ على قوة ونضارة ونكهة التبغ، ثم يمزج التبغ مع البهارات والأعشاب الأخرى لخلق المنتج النهائي. 
وفي العديد من البلدان التي يتم فيها استخدام الدوخة، هناك عدد من نقاط القوة المتاحة في الدوخة (عادةً ما يتم وصفها باللغة العربية بأنها «ساخنة» أو «دافئة» أو «باردة»)، مما يشير إلى قسوة المزيج التي تصنع منه.

## استخدام الدوخة

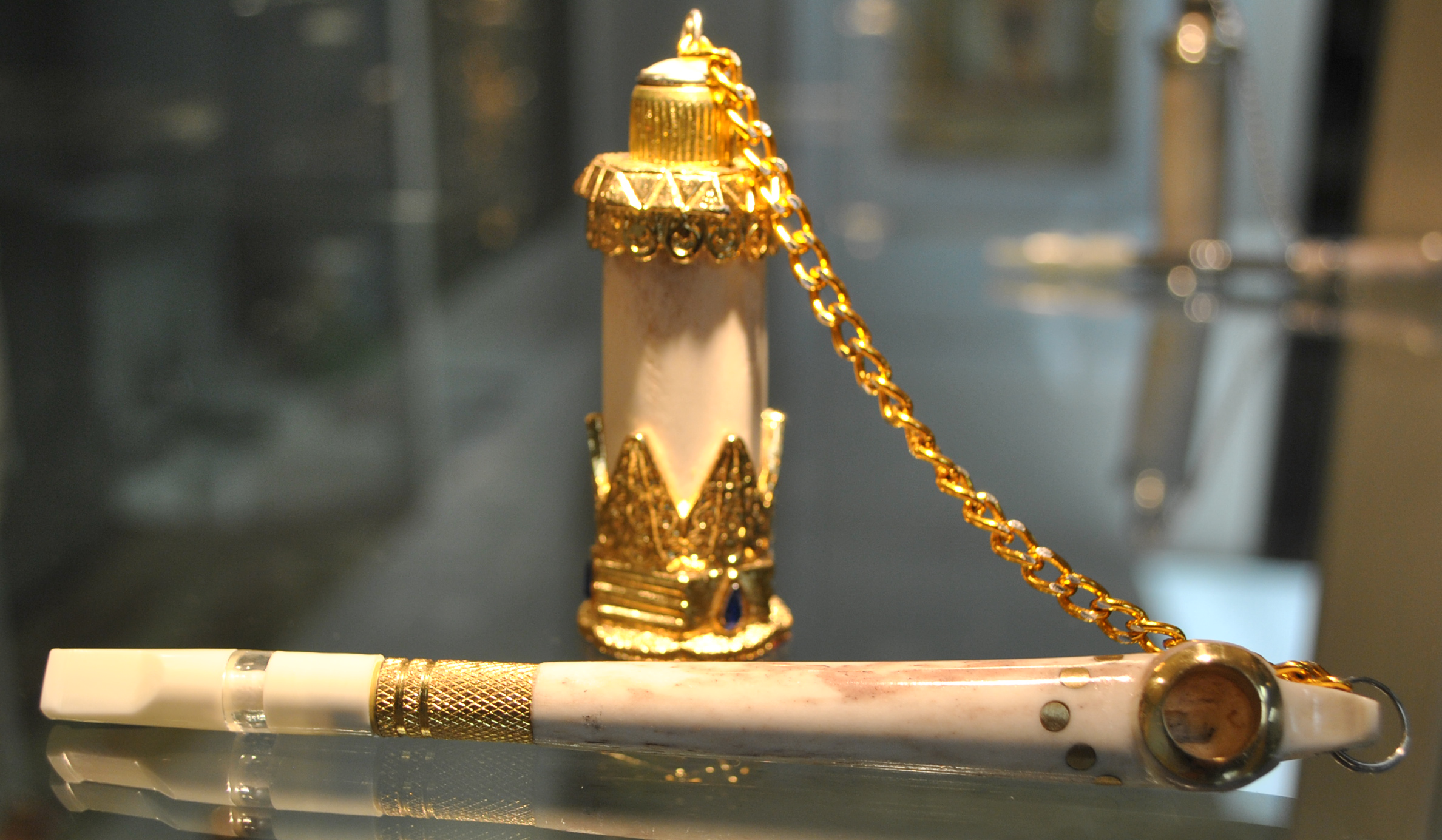
أنبوب مرصع بالحجر والذهب، وشانتا، يستخدم لتخزين تبغ الدوخا

يتم تدخين الدوخة من أنبوب ممدود يسمى المدواخ، ولا يحتوي على المرشح التقليدي، ولكن مع القطع الحديثة تحتوي على مرشح قابل للإزالة ومثبت على الساق، كما وتُستخدم أحيانًا حلقة دائرية مصنوعة من نفس مادة جسم المدواخ تسمى (chanta) لتخزين التبغ وتوزيعه.
يتم تدخين ما يقرب من 0.5-1 جرامًا من تبغ الدوخة في المرة الواحدة، وعادةً ما يتم استهلاكه في حوالي استنشاقتين. كما وقدرت إحدى الدراسات أن المستخدم اليومي النموذجي للدوخة يستهلك حوالي 6 جرامات أو 12 جلسة تدخين.
وجدت دراسة أولية أن الدوخة تحتوي على النيكوتين أكثر بكثير من منتجات التبغ الأخرى مثل الشيشة أو السجائر.
وينتج النيكوتين العديد من التأثيرات الدوائية والنفسية الديناميكية في الدماغ في غضون ثوان، والتي تستمر لمدة 30 ثانية إلى عدة دقائق، اعتمادًا على تحمل النيكوتين للمستخدم، وتشمل هذه النشوة زيادة اليقظة والشعور بالإسترخاء.
والدوخة معروفة بإنتاجها القوي لهذه التأثيرات، مما يسمح لها بإشباع الرغبة الشديدة للنيكوتين بسرعة.
يصف المستخدمون أحيانًا الإحساس بأنه «الدوخة»، حيث يُفترض أن يكون اسم دوخة (أي «دوار» أو «دوار» باللغة العربية) مشتقًا، ولا تحتوي الدوخة تقليديًا على مواد ذات تأثير نفسي أخرى، مثل الحشيش، ولكن في بعض الثقافات حيث يكون الدوخة شائعة، فيُعتقد أنه قنب هندي.

## إنتشار الدوخة
في حين أن الدوخة ليست منتجًا بديلًا جديدًا للتبغ، إلا أن استخدامه شهد زيادة ملحوظة في الشرق الأوسط، وخاصة في الإمارات العربية المتحدة، وخاصة بين الذكور الذين تتراوح أعمارهم بين 20 و 39 عامًا، خلال عام 2000 و2017.
```
يتوقع الخبراء أن هذا قد يكون بسبب التركيز الحصري لجهود مكافحة التبغ على استخدام السجائر، إلى جانب حقيقة أن استخدام الدوخة والمدواخ في هذه البلدان أصبح ثاني أكثر أشكال التبغ شيوعًا بعد السجائر.
[
2
]
[
24
]
```

تُوجت الجهود التشريعية في عامي 2009م و2018م، كان هناك أيضًا قلق خاص في الإمارات العربية المتحدة من أن المراهقين قد يصبحون أكثر قدرة على الوصول إلى تبغ الدوخة عندما لا يتمكنون من الحصول على السجائر، وأن الدوخة سرعان ما أصبحت شائعة بين الشباب.
تم الإبلاغ عن نقص الروائح العالقة في الدوخة (مقارنةً بالأشكال الأخرى من التبغ المدخن) والكمية الأصغر نسبيًا من المواد المدخنة في جلسة معينة، مما يجعلها شكلًا مناسبًا من الرغبة الشديدة في تناول النيكوتين بسرية وسرعة، مما جعل الدوخة شائعةً بين المدخنين دون السن القانونية.
وجدت إحدى الدراسات التي قيَّمت انتشار تدخين الدوخة بين طلاب المدارس الثانوية في الإمارات العربية المتحدة أن 39٪ كانوا قد دخنوا منتجات التبغ، و 36٪ دخنوا الدوخة على وجه التحديد، و 25٪ منهم الآن مستخدمون حاليين للدوخة، وهي نسبة عالية جدًا مقارنةً بالأشكال الأخرى من التدخين.
شهد استخدام الدوخة بعض الظهور في العالم الغربي، ويتوقع بعض مسؤولي الصحة أن هذا قد يعود سببه للهجرة والتجارة المعولمة ومبيعات الإنترنت، ولكن لم يتم دراسة هذا الإتجاه أو إثباته بشكل نهائي.
يمكن الآن العثور على شركات البيع بالتجزئة التي تقدم خدمات خاصة لمدخني الدوخة في المملكة المتحدة، وتقوم المزيد من متاجر التبغ في المملكة المتحدة بتخزين إكسسوارات الدوخة لملئ الفجوة في السوق، والتي يدعي بعض ممثلي الشركات أنها مدفوعة عن طريق زيادة الهجرة من قِبل دول الشرق الأوسط. كما وكانت هناك بعض التقارير التي تشير إلى انتشار الدوخة في الهند بسبب نجاح شركة ناشئة واحدة تقدم هذا المنتج.

## بيع وشراء الدوخة
يتم تنظيم بيع الدوخة من قبل معظم البلدان بنفس الطريقة التي يتم بها بيع منتجات التبغ الأخرى.
الإمارات العربية المتحدة:
أصدرت دولة الإمارات العربية المتحدة «القانون الاتحادي رقم 15 بشأن مكافحة التبغ» في ديسمبر 2009، مما جعل السن القانوني لشراء التبغ (بما في ذلك دوخة) 18 عامًا.
كما جعل القانون التدخين في السيارات (مع وجود أطفال أقل من 12 عامًا) ودور العبادة والحرم الجامعي ومراكز الصحة / اللياقة غير قانوني. تم توسيع هذا القانون في عام 2012 من خلال اعتماد معايير GSO التي تتطلب رسائل تحذير تغليف التبغ.
في أكتوبر 2015، أصدرت بلدية دبي تحذيرات لـ 40 محل لبيع الدوخة للحصول على شهادات المطابقة من هيئة الإمارات للمواصفات والمعايير في الدولة. كان على المحلات أن تتوقف عن ممارسات السماح للعملاء بأخذ عينات من الدوخة في المتجر وتنظيف أنابيب المدواخ لهم. على الرغم من هذه الجهود، لا تزال هناك مخاوف من الزعماء المحليين ومسؤولي الصحة بشأن أصحاب المتاجر الذين يبيعون الدوخة والمدواخ بشكل غير قانوني للعملاء القصر، واستمرار استخدام المراهقين للتبغ مما يؤدي إلى الارتفاع نسبتهم.
تم إدخال ضريبة في 1 أكتوبر 2017 على منتجات التبغ في محاولة لتثبيط استهلاكها. وكان هناك ارتباك بين مستخدمي الدوخة وتجار التجزئة حول ما إذا كانت جميع منتجات الدوخة، أو علامات تجارية محددة من الدوخة فقط، تخضع لضريبة الإنتاج. أظهر استطلاع للرأي العام التالي أن واحدًا من كل أربعة مدخنين قال إن الضريبة الجديدة غيرت عادتهم.
في مايو 2018، تمت الموافقة على قوانين جديدة من قبل البرنامج الوطني لمكافحة التبغ في الإمارات العربية المتحدة من قبل وزارة الصحة والوقاية.  من المقرر أن يتم تطبيقه بحلول نهاية العام، تضع اللوائح قيودًا على الشراء خاصة بمنتجات الدوخة.
كما أنها تحظر ممارسة تعبئة وإعادة تعبئة كميات أكبر في المنزل أو في المتاجر، والتي كانت عادة محلية، وتتطلب تغليف منتجات دوخة لتشمل تحذيرات مصورة (بنفس الطريقة التي كانت تتطلبها الأنواع الأخرى من منتجات التبغ وفقًا لقانون 2012).

## الآثار الصحية للدوخة

### الآثار الصحية
تدعي الحسابات الشخصية من المستخدمين والمواد التسويقية من تجار التجزئة في الدوخة أن الكمية الأصغر نسبيًا من المواد التي يتم تدخينها في المدواخ، أو نقص بعض الإضافات في الدوخة، تجعلها أقل خطورة من التبغ.
يعتبر المهنيون الصحيون هذه الأسطورة، أن دوخة من المحتمل أن تكون أكثر خطورة من الأشكال الأخرى للتدخين، وأن هناك حاجة إلى مزيد من البحث للتحقيق في الآثار الضارة، حيث لا توجد سوى دراسة مقارنة قليلة بين الدوخة ومنتجات التبغ الأخرى.

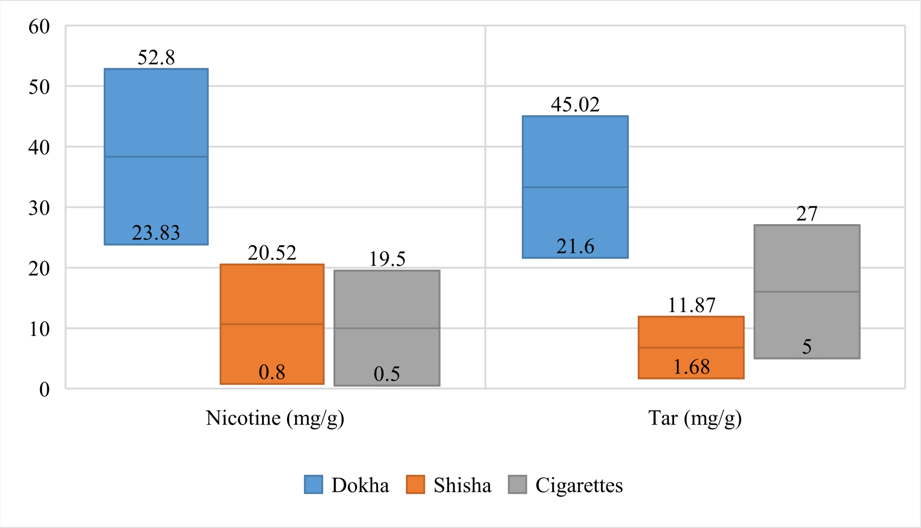
مستويات النيكوتين والقطران مقارنة بمنتجات التبغ الأخرى، وفقاً لدراسة أجرتها جامعة الشارقة عام 2018

### الآثار الحادة
اعتبارًا من عام 2019، تم إجراء عدد قليل من الدراسات حول الآثار الحادة الخاصة باستخدام الدوخة، لكن دراسة واحدة غير منضبطة بين طلاب الجامعات الطبية في الإمارات العربية المتحدة قيمت ما يلي:
1- زيادة ضغط الدم الانقباضي.
2- انخفاض ضغط الدم الانبساطي.
3-زيادة معدل ضربات القلب والتنفس.
الآثار المزمنة:
بما أن دوخة تتكون من التبغ والمواد النباتية الأخرى، يشك مسؤولو الصحة في أن التأثيرات الناتجة عن الاستخدام لفترات طويلة مماثلة أو مطابقة لتأثيرات منتجات التبغ الأخرى، ولكن حتى عام 2020 لم تكن هناك دراسات سريرية لتحديد المخاطر طويلة المدى الخاصة بها.
تشير الدلائل القصصية من المستخدمين المزمنين إلى أن الاستخدام على المدى الطويل قد يجعلهم يشعرون بضيق التنفس بعد نشاط شاق، ويبلغون عن صعوبة في الإقلاع عنها.
تكهنت إحدى الدراسات أن الآفات الفموية هي أحد الآثار الجانبية المزمنة المحتملة للتهيج من أنبوب المدواخ.
بعض المخاطر الصحية للتدخين المزمن للتبغ بشكل عام، والتي تم تحديدها، هي:
1- التهابات الصدر المزمنة.
2-مرض الانسداد الرئوي.
3-زيادة خطر الإصابة بالتهاب الحنجرة والجهاز التنفسي والإصابة بعدة أنواع من السرطانات.
4- الاعتماد على النيكوتين يؤدي إلى وزيادة مخاطر التسمم بالنيكوتين.
التركيب الكيميائي:
دعت دراسة أجريت في فبراير 2018 إلى مزيد من البحث في التأثيرات الضارة لدخان دخان بعد أن وجدت أن ثلاثة أنواع مختلفة من دخان تم اختباره من منطقة الشرق الأوسط وشمال أفريقيا تحتوي على معادن سامة تشتمل على «22 مهيجًا و 3 مسرطنات معروفة و 5 مثبطات للجهاز العصبي المركزي، بالإضافة إلى العديد من المركبات الأخرى ذات التأثيرات المتنوعة».
في سبتمبر 2018، قارنت دراسة أجرتها جامعة الشارقة مستويات النيكوتين والقطران في الدوخة مع منتجات التبغ الأخرى، والتي وجدت أن الدوخة لديها مستويات أعلى بكثير من كليهما.
تم قياس النيكوتين في الدوخة عند 23.83 - 52.8 مجم / جم مقارنة مع 0.8-20.52 مجم / جم في الشيشة، و 0.5-19.5 مجم / جم في السجائر.  
تم قياس القطران في الدوخة عند 21.6-45.02 ملغم / جم مقارنة مع 1.68-11.87 ملغم / جم في الشيشة و 5-27 ملغم / جم في السجائر.
في مايو 2019، حاولت دراسة ثانية في جامعة الشارقة تحديد كمية المعادن النزرة في منتجات الدوخة والشيشة باستخدام EDXRF.  تم الكشف عن آثار الألمنيوم والكالسيوم والكروم والنحاس والحديد والمغنيسيوم والمنغنيز والنيكل والبوتاسيوم والسترونتيوم والزنك في كلا النوعين من المنتجات.
باستخدام 13 عبوة من منتج الدوخة والتي تم اختبارها، كانت أعلى التراكيز المتوسطة هي الكالسيوم والبوتاسيوم والمغنيسيوم (8235.77 ± 144.51 و 4467.50 ± 168.06 و 2096.20 ± 130.69 ميكروغرام / جم على التوالي).